# John Eric Armstrong
John Eric Armstrong (n. 23 de noviembre de 1973) es un asesino en serie estadounidense que fue condenado por los asesinatos de cinco prostitutas en Detroit, Míchigan. Se cree que pudo haber asesinado a más mujeres entre 1992 y 1999.

## Primeros años
John Eric Armstrong nació el 23 de noviembre de 1973 en New Bern, Carolina del Norte. Afirmó que su padre era abusivo con él y su madre, y que abusó sexualmente de él cuando era un niño. En 1978, el hermano menor de Armstrong, Michael, murió a los dos meses a causa del síndrome de muerte súbita del lactante. Debido al dolor provocado por la muerte de Michael, Armstrong intentó poner fin a su vida. Poco después, su padre los abandonó a él y a su madre. Armstrong no recibió tratamiento para su aflicción sino hasta 1989, un año después de haber sido hospitalizado por encerrarse en un baño porque una chica de la escuela lo estaba presionando para que tuvieran relaciones sexuales.

## Asesinatos
Armstrong se alistó en la Armada de los Estados Unidos en 1992. Sus compañeros de escuadrón lo han descrito como “malhumorado.” Presuntamente asesinó a su primera víctima en 1991, aunque esto no ha sido confirmado. Armstrong asesinó a 11 mujeres entre 1993 y 1998, todas ellas prostitutas. Él afirma haber asesinado en Seattle, Washington; Hawái; Hong Kong, China; Carolina del Norte; Virginia; Tailandia y Singapur. Se licenció con honores de la Armada en 1999, y seguidamente se inscribió en el Schoolcraft College, en Livonia, Míchigan.

## Arresto y juicio
Aparentemente un hombre común, casado, con un hijo de catorce meses, que trabajaba en el aeropuerto de Detroit en el reabastecimiento de aviones, el 2 de enero de 2000, Armstrong fue interrogado por la policía en Dearborn Height, Míchigan, luego de denunciar el descubrimiento de un cuerpo en un río. Él declaró que sintió náuseas e intentó vomitar en el río cuando descubrió el cuerpo de Wendy Jordan, pero no fue arrestado en ese momento.
En abril de 2000, Armstrong intentó asesinar a una mujer y a un hombre, respectivamente. El 2 de abril, intentó asesinar a Wilhelminia Drane después de que esta subiera a su Jeep, pero Drane le roció con gas pimienta y consiguió escapar. El 7 de abril, Armstrong le ofreció $40 a Devon Marcus a cambio de sexo e intentó estrangularlo, pero Marcus también consiguió escapar. Con posterioridad a su huida, Marcus contactó a la policía e identificó a Armstrong como su captor. El 10 de abril, la policía encontró tres cuerpos en un parque ferroviario en el suroeste de Detroit. Todas las víctimas eran prostitutas, que habían sido estranguladas y abandonadas en posturas provocativas. Posteriormente fueron identificadas como Robbin Brown, Rose Marie Felt y Kelly Jean Hood. El 12 de abril, la policía arrestó a Armstrong por el asesinato de Wendy Jordan, luego de que las pruebas de ADN encontradas en el cuerpo coincidieran con el ADN de Armstrong. En marzo de 2001, Armstrong fue declarado culpable de asesinato en primer grado por la muerte de Wendy Jordan. El 18 de junio del mismo año, fue condenado asimismo por los asesinatos de Kelly Jean Hood, Robbin Brown, Rose Marie Felt y Mónica Johnson.